# Friedrich Korolanyi
Friedrich Korolanyi, född 27 november 1865 i Wien, död 13 januari 1950 i Stockholm, var en österrikisk operettdirigent och tonsättare.
Friedrich Korolanyi var kapellmästare vid teatrar bland annat i Wien, Berlin, Dresden, Leipzig och Magdeburg. Han vann en vidsträckt popularitet främst genom några operetter, bland dem Die Marketerin och Die Liebesschule (uppförd i ett flertal europeiska länder samt i USA), operan Il cavallo morto, sånger, visor, wienervalser, marscher med mera. Några sagospel med musik av Korolanyi hade stor framgång i Tyskland. Korolanyi var från 1947 bosatt i Stockholm.